# シーン・オブ・ジャズ
シーン・オブ・ジャズ（Scene of Jazz）は、日本のジャズのピアノトリオ。大坂昌彦がサウンドプロデュースする。2006年から季節ごとに、四季をテーマとしたスタンダードナンバーでCDをリリースしている。

## メンバー
- 石井彰（いしい あきら、1963年10月1日 - ） - ピアノ
- 大坂昌彦 - ドラム
- 安ヵ川大樹（やすかがわ だいき、1967年12月21日 - ） - ベース

## ディスコグラフィ
- 「Scent of Summer」 - 2006年7月5日、ローヴィング・スピリッツ
- 「Echoes of Autumn」 - 2006年10月25日、ローヴィング・スピリッツ
- 「Colors of Winter」 - 2006年12月13日、ローヴィング・スピリッツ
- 「Breeze of Spring」- 2007年4月25日、ローヴィング・スピリッツ